# Volta (reka)
Volta je reka v Zahodni Afriki in sicer največja reka v Gani, ki nastane z združitvijo Bele, Rdeče in Črne Volte (vse tri izvirajo v Burkina Fasu, nekdanji Zgornji Volti). Dolga je 1500 km in se izliva v Gvinejski zaliv, v vzhodnem delu Gane pa je na njej tudi veliko akumulacijsko jezero Volta.